# 南かおり
南 かおり（みなみ かおり、1969年6月25日 - ）は、関西を中心に活動する日本のタレント。オフィスキイワード所属。

## 人物
奈良県大和郡山市で出生。実父は将来を嘱望されていた裁判官で、地方裁判所への勤務中に3年周期で転勤していたことから、一時は家族と共に奈良県五條市、東京、山口県岩国市、横浜市、大阪、岡山県などで暮らしていた。
15歳から大和郡山市内での生活を再開したが、その直後に実父を亡くしたことから、実父の遺言に沿って京都府内の高校へ進学。京都女子大学短期大学部への在学中に、DJとしての活動を始めた。活動の場が東京に集中している声優を志していたが、奈良県を初めとする関西地方への愛着が強く、結局は上京へ至らなかった。
大学からの卒業後に、フリーランスの立場で『おはよう朝日です』（朝日放送）のリポーターを担当。1年後にオフィスキイワードへ所属すると、在阪局制作のテレビ・ラジオやイベントを中心に、ナレーター、ラジオパーソナリティ、MCなどで幅広く活動する。
1991年3月からは、『青春ラジメニア』（ラジオ関西）の第2代アシスタントを担当中。この番組をきっかけに、「かおりん」という愛称が定着した。1997年10月、結婚。『青春ラジメニア』に加えて、『押尾コータローの押しても弾いても』（MBSラジオ）で単独番組化当初（2003年4月）からアシスタントを務める。
その一方で、地元の奈良県内で制作される番組や、同県内で開かれるイベントにも積極的に出演。大和郡山市内の実家では、タレントデビュー後の2010年から2015年3月まで、福井県出身の実母が「AO-SA」という屋号でソースかつ丼店を営んでいた。2020年には、大和郡山市の観光大使「元気城下町大使」に任命されている。2022年からは吉野町の観光大使も務める。。
2023年9月、｢吹田市民の南かおりです｣とYoutube吹田市動画配信チャンネル｢吹ちゅ～ぶ｣(週一更新予定)で出演始まる。
同い年で声優、歌手、ラジオパーソナリティーの國府田マリ子とはとあるラジオ番組で共演したのがきっかけで親友となる。

## 出演

### テレビ

#### 現在
- ならフライデー9（奈良テレビ、進行）

#### 過去
- おはよう朝日です（朝日放送）
- おはよう朝日土曜日です（朝日放送）
- あまからアベニュー（毎日放送、リポーター担当）
- あん!（毎日放送、リポーター担当）
- FNN World Uplink→FNN おはよう!サンライズ（フジテレビ制作、関西テレビ取材部分担当リポーター）
- ゲーム王（キング）（朝日放送）
- ちちんぷいぷい（毎日放送）
- キスだけじゃイヤッ!→芸恋リアル（読売テレビ、ナレーション担当）
- ABCテレビショッピング（朝日放送）
- たくさんのしっぽ いっぱいの命（ハッピーチャンネル、ナレーション担当）
- SUPER SURPRISE（読売テレビ、ナレーション担当）
- なるほど!市場（毎日放送、司会）
- 島田紳助がオールスターの皆様に芸能界の厳しさ教えますスペシャル!（読売テレビ、ナレーション担当）
- アニメ・ナビu（サンテレビ、春、秋の年2回放送 司会）
- ゆうドキッ!（奈良テレビ）
  - 火曜アシスタント（2009年4月14日 - 2011年3月22日）
  - 金曜メインMC（2011年4月1日 - 2014年9月26日、2017年4月7日 - 2018年3月30日）
  - 木・金曜メインMC（2014年10月2日 - 2017年3月31日）
- 梶本教授に聞く疲労の原因と対策（BSフジ、アシスタント）
- あさパラ！（読売テレビ、ナレーション担当）
- 千原せいじ漫遊記（読売テレビ、ナレーション担当）
- 買物生活ほんでなんぼ?（関西テレビ、司会）

### ラジオ

#### 現在
- 青春ラジメニア（ラジオ関西、金曜 22:00 - 土曜 0:00）
- 押尾コータローの押しても弾いても（MBSラジオ、土曜 0:00 - 0:30）
- あっ！ヒラタですっ〜♪（ラジオ大阪、金曜18：00 ｰ 18：30）

#### 過去
- FMリクエストアワー（NHK奈良放送局） - ラジオパーソナリティとしてのデビュー番組で、1989年4月9日から担当。

- 南かおりの朝から元気（ラジオ関西、水曜木曜5:15-5:30）
- 三代澤康司のどか〜んと5時間一本勝負→三代澤康司のサンデーワイド どか〜んと360分→岡元昇のサンデーワイド どか〜んと360分（朝日放送）
- これがそうなのね仔猫ちゃん→謎なぞドリーミン→バナナ放送局ヤンラジグランプリ（MBSラジオ） - この番組で共演した國府田マリ子とは親友に。
- オレたち+M→+M（MBSラジオ）
- ナニワ音楽ショウ火曜日『桑名正博のセクシャルMo-Jahナイト』（MBSラジオ）
- こんちわコンちゃんお昼ですょ!（MBSラジオ）
- 南かおりのHello Musicらんど（KBS京都）
- OBCブンブンリクエスト（ラジオ大阪）
- 青春ラジメニアZ（ラジオ関西 2008年10月4日 - 2010年3月27日）
- ラジメニ玉手箱（ラジオ関西 2010年4月4日 - 2010年9月26日）
- Chicken Garlic Steakのアカペラモーニング♪（ラジオ大阪、土曜 7:30 - 10:00、2014年8月2日 - 2015年9月26日[10]）
- 南かおりのなにわ七幸めぐり(ラジオ大阪、土曜5:00-5:15）
- 読売旅行の旅ラジ（ラジオ大阪、月曜19:45‐19:55）
- 青木和雄の昼までえぇやん!（ラジオ大阪、金曜 9:00 - 11:35、2016年4月 - 2019年3月29日）
- ハッピー・プラス（ラジオ大阪、2019年4月1日 - 2025年3月28日）
- 南かおりのお得でイチバン!（朝日放送ラジオ、火 - 金曜 4:15‐4:35、2017年2月 - ）
- ピンチのあとにチャンスあり! (ラジオ関西、金曜20：30 - 20：45）
- 花まるお得市場（KBS京都ラジオ、火曜5：15 - 5：30、水 - 金曜5：00 - 5：15）
- ほんまもんのワイドFMをハッキリ愛して（朝日放送・MBSラジオ・ラジオ大阪のFM補完放送開始記念番組、3局同時放送。2016年3月19日）
- 國府田マリ子の寝不足ラジオ〜夢はそらいろ〜(東海ラジオ放送、2005年4月29日放送分、前の週に名古屋城で公開放送、ゲストとして出演）
- mamiのRADIかるコミュニケーション(東海ラジオ放送、2019年9月22日、青春ラジメニアで共演している岩崎和夫と共にメッセージを送った）

### 有線放送
- 【a-FANFAN X】『南かおりのラブコラふぁん』（USEN440 CG26Ch、毎月第2週に放送）

### インターネット番組
- おしゃべりやってまーす土曜日（K'z Station）
- おしゃべりやってまーす水曜日（K'z Station）
- Sha-la-la 〜ふたり〜（Princess Planet Club）
- トークnoるつぼ 〜関西探検隊〜（ケイ・オプティコム）
- ブンブンGM（ニコニコ動画ラジオ大阪チャンネル）
- 吹ちゅ～ぶ（吹田市動画配信チャンネル）
- ネット版青春ラジメニア（ラジオ関西番組HP 2018年4月9日 - 2020年11月2日）
- 青春ラジメニアチャンネル（OPENREC.tv 2020年11月2日 - ）
- THE PAGE（ザ・ページ）（YouTube 2014年9月25日、2014年9月27日、2015年3月1日、2015年7月7日、2016年2月29日、2016年3月19日、2016年7月23日、2018年7月15日、2018年7月16日、2019年3月20日、2019年3月23日、2020年1月3日） インタビュー
- 村上信夫の縁たびゅう（YouTube【シャナナＴＶ】 #127 2025年5月5日、#128 2025年5月19日） ゲスト

### ゲーム
- サムライスピリッツ 〜侍魂〜（1997年） - 色、木偶♀、壊帝ユガ、黒子 役
- サムライスピリッツ2 〜アスラ斬魔伝〜（1998年） - 色、半陰となりし色 役
- ザ・キング・オブ・ファイターズシリーズ
  - ザ・キング・オブ・ファイターズ 2000（2000年7月26日） - ヴァネッサ、ダイアナ 役
  - ザ・キング・オブ・ファイターズ 2001（2001年11月15日） - ヴァネッサ 役
  - ザ・キング・オブ・ファイターズ 2002（2002年10月10日） - ヴァネッサ 役
- SNK VS. CAPCOM SVC CHAOS（2003年7月24日） - 色 役
- ネオジオバトルコロシアム（2005年7月27日） - 色、キサラ・ウェストフィールド、巻島ゆず 役

### 劇場アニメ
- パーフェクトブルー（1998年） - リポーター 役[11]

### OVA
- SAMURAI SPIRITS 2 〜アスラ斬魔伝〜（1999年） - 色 役

### ライブビデオ
- Mariko Kouda Concert Tour '96〜'97 "終わらないアンコール"

1996年12月21日（土）川口総合文化センターリリアメインホールにて開催された國府田マリ子のコンサートにおいてMCのコーナーに出演している。

### CD
- 國府田マリ子・南かおりのSha-La-La〜ふたり〜